# نظریه ساخت معانی بیان
نظریهٔ ساخت معانی بیان(اختصاری RST) یا نظریهٔ ساختار بلاغی نظریه‌ای است که در ابتدا در پی پژوهش‌هایی در باب زایش متن توسط ساندرا تامپسون و بیل مان ارائه شد. سپس همچنین در تحقیقات خلاصه‌سازی خودکار نیز محبوبیت یافت.
در این نظریه به روابط کلامی (روابط گفتمانی، پیوستگی یا بلاغی) بین قطعات گفتمان پرداخته می‌شود و به پژوهشگران اجازه می‌دهد با توجه به نمودارهای درختی ایجاد شده از روی این روابط، به بررسی متن بپردازند. تعداد روابط در RST بین ۲۲ تا ۳۰ متغیر است. اکثر روابط شناسایی شده در RST با روابط شناسایی شده در مدلهای دیگر مشابه هستند ولی ویژگیهای این روابط در RST مشخص تر و با جزئیات بیشتر توضیح داده شده‌است. یکی از مهمترین تفاوتهای RST با مدلهای دیگر تشخیص هسته از قمر در هر یک از روابط است.

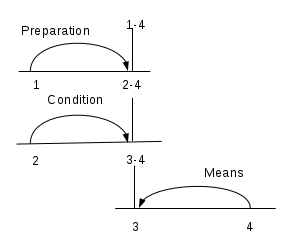
نمودار یک تحلیل با استفاده از RST